# Taifa de Sevilla
La Taifa de Sevilla (en árabe, طائفة إشبيليّة, Ta'ifa Ishbiliya) o Reino abadí de Sevilla fue un reino independiente musulmán que surgió en Al-Ándalus en 1023, a raíz de la desintegración que el Califato de Córdoba venía sufriendo desde 1009, y que desapareció al ser conquistada por los almorávides en 1091, perteneciendo cronológicamente a los primeros reinos de taifas.
Durante el siglo XI el reino de Sevilla fue uno de los centros culturales más importantes de Al-Ándalus, con escritores como Ibn al-Abbar de Almería, autor de epístolas; Ibn Zaydun de Córdoba; Abu Ámir ibn Maslama; Ibn al-Labbana de Denia; Ibn Hamdís de Siracusa; y Abu l-Walid al-Himyari, antologista. Asimismo el emir Al-Mutádid y su hijo Al-Mu'támid cultivaron la poesía, iniciados en este arte por el poeta Ibn Ammar. Los hijos de Al-Mutámid, Al-Rashid y Al-Radi destacaron igualmente por sus escritos.

## Antecedentes
La taifa de Sevilla fue una de las últimas en constituirse como tal, debido a que la cora de Sevilla gozaba de cierta autonomía respecto al califato cordobés y a que en ella no intervinieron ni bereberes ni eslavos, como sucedió en la formación de otros reinos taifas. Esa autonomía sevillana se plasmó en un triunvirato formado por el alfaquí Abú Abd Al-lah al-Zubaydi, por el visir Abú Muhámmad Abd Al-lah ben Maryam y por el cadí Ismaíl ibn Abbad. Este último debido a que sufría cataratas terminó delegando en su hijo Abú ul-Cásim, quien acabó haciéndose con el poder absoluto tras la muerte de su padre en 1019, neutralizando paulatinamente a los otros dos triunviros.

## Reinado de Abú ul-Cásim (1023-1042)
La definitiva independencia de Sevilla y su transformación en taifa se produjo el 1 de octubre de 1023, cuando Abú ul-Cásim negó la entrada en la ciudad al expulsado califa cordobés Al-Cásim al-Mamún. Abú ul-Cásim intentó reforzar su posición como gobernante mediante la estratagema de nombrar como califa de Sevilla a un personaje títere, que fue presentado como Hisham II, el que fuera califa omeya del califato cordobés, afirmando que no había muerto asesinado en 1013, sino que había escapado de los ejércitos bereberes de Sulaimán al-Mustaín refugiándose en Oriente. Con esta maniobra Abú ul-Cásim se presentaba como heredero político y religioso del Califato cordobés, una vez que en la ciudad de Córdoba se abolió la monarquía fundada por los Omeyas y se instauró una república en el año 1031, logrando base legal para enfrentarse a las taifas bereberes y comenzar la política expansionista que caracterizará a la taifa sevillana. Abú ul-Cásim emprendió campañas contra las taifas de Badajoz, Granada, Málaga, siendo derrotado por una coalición de estas el 5 de octubre de 1039, en el enfrentamiento que tuvo lugar en Écija.

## Reinado de Al-Mu'tádid (1042-1069)

Expansión de la Taifa de Sevilla.

A la muerte de Abú ul-Cásim en 1042 le sucedió su hijo Al-Mu'tádid, quien reforzó inmediatamente su posición frente a las taifas bereberes, al contraer matrimonio con la hija del rey eslavo de la taifa de Denia.

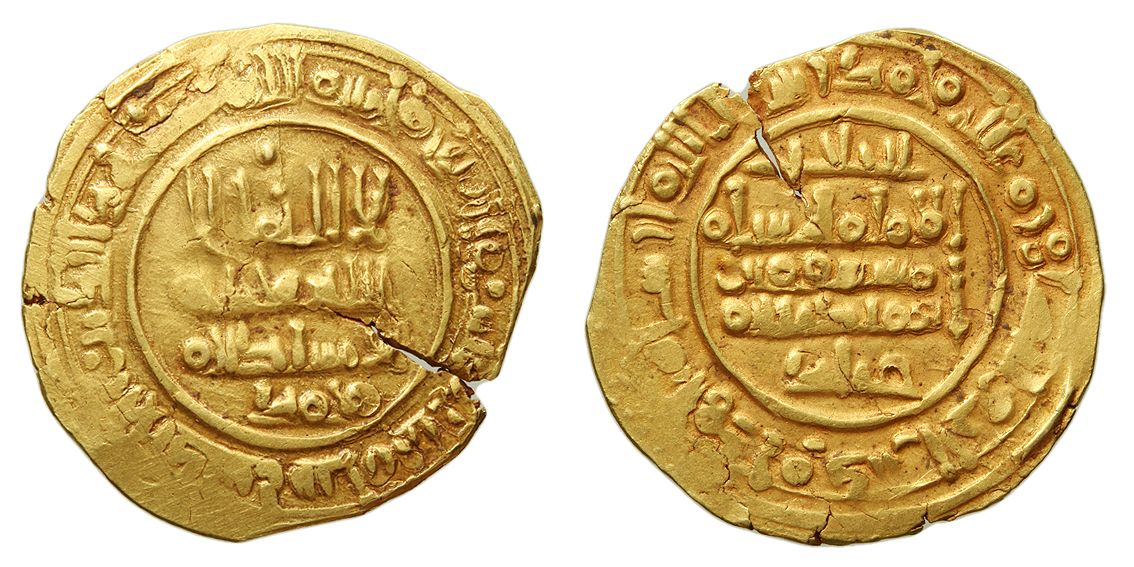
Dinar de oro acuñado por Al-Mu'tádid en el A.H. 438 (1045/1046 de la era común).

Durante su reinado Al-Mu'tádid continuó la expansión territorial emprendida por su padre contra la taifa de Carmona. Con el objetivo de extender su reino hacia el oeste, atacó a las taifas de Niebla y Mértola, lo que provocó que otros reyes de taifas formaran contra él una coalición a la que se sumaron las de Badajoz, Algeciras (1058), Granada y Málaga, desatándose así una guerra entre los abbadíes de Sevilla y los aftasíes de Badajoz, que duró varios años a pesar de los intentos de mediación de la República de Córdoba, y de la que Al-Mu'tádid saldría victorioso, logrando anexionarse las taifas de Mértola (1044), Huelva (1051), Silves y Algarve (1052), Niebla (1051) y Algeciras (1058). En 1060 decidió deshacerse del pseudo-Hisham II anunciando su muerte y que le había nombrado sucesor y emir de al-Ándalus. Entonces decidió conquistar Córdoba en contra de la opinión de su hijo primogénito, Isma‘il, quien organizó un complot contra su padre, que tras fracasar llevó a Al-Mu'tádid a ordenar la decapitación de su heredero. Este suceso supuso un punto de inflexión en el reinado de Al-Mu'tádid, ya que aunque aún logró la conquista de las taifas bereberes de Ronda, Morón, Carmona y Arcos (1053-1055), se vio obligado a pagar parias al emergente rey cristiano Fernando I. Córdoba se entregó finalmente en el 1068.

## Reinado de Al-Mu’támid (1069-1091)
La ejecución de Isma‘il, hijo primogénito de Al-Mutádid, permitió que a este le sucediera su segundo hijo, Al-Mu'támid, quien ejercía de gobernador de la conquistada taifa de Silves. Aunque Al-Mu'támid destacó como poeta y estableció en Sevilla un corte culturalmente muy refinada, también continuó con la expansión territorial de Sevilla, anexionándose Córdoba en 1070, ciudad que perdería a manos de rey de la taifa de Toledo en 1075 y que volvería a recuperar en 1077. Poco después, en el 1080, su maestro, amigo y ministro, el poeta Ibn Ammar (Abenamar) conquistó la taifa de Murcia, con lo que la taifa sevillana alcanzó su máxima extensión territorial. Sin embargo, Ibn Ammar acabó traicionándolo por lo que finalmente fue ejecutado por Al-Mu'támid. Ibn Ammar se declaró independiente de su señor y gobernó Murcia del 1080 al 1082, cuando fue derrocado por uno de sus lugartenientes, que disfrutó del gobierno de la región hasta el 1090, aunque reconoció la soberanía teórica de Sevilla. Por entonces, en vísperas de la intervención almorávide en la península, la taifa era la más importante de los Estados andalusíes, tras la anexión de las más pequeñas del sur.
Al-Mu'támid intentó evitar pagar las parias que su padre había pactado con el Reino de Castilla, lo que llevó a Alfonso VI a sitiar Sevilla. Este hecho junto con la toma de la Taifa de Toledo en 1085 por el rey castellano-leonés, llevó a Al-Mu'támid, junto a otros reyes de taifa, a solicitar la ayuda de los almorávides que desembarcaron en la península en 1086 y se instalaron en la plaza de Algeciras, que les había sido cedida por el rey sevillano. Sin embargo, tras frenar y derrotar a las tropas cristianas en la batalla de Zalaca, los almorávides terminarán por conquistar los reinos taifas, anexionando el sevillano en 1091, tras lo cual Al-Mu’támid fue exiliado al Magreb donde fallecería. El adalid Sīr ibn Abī Bakr, conquistador de Sevilla, gobernaría esta demarcación hasta 1114.

## Ibn al-Yadd y Axataf (1246-1248)
Tras la derrota en la Batalla de Las Navas de Tolosa (1212) el poder almohade en la península quedó muy debilitado, proliferando nuevas taifas que se declararían independientes.
Abu ul-‘Ola al-Mamún se proclamó califa en Sevilla en 1227, sublevándose contra su hermano Abu Muhámmad al-Ádil, emir de los almohades, en cuyo nombre gobernaba. En 1229 se trasladó a África con un poderoso ejército declarando la guerra a Yahia, quien había asesinado a Al-Ádil para posesionarse de la soberanía marroquí. Dejó en Sevilla como gobernador a su hijo Abulhasan. Sin embargo, en 1228, Ibn Hud se había rebelado en la Región de Murcia, se había proclamado emir y logró hacerse con la adhesión de todo Al-Ándalus salvo Valencia y Niebla. En el caso de Sevilla, los notables de la ciudad destituyeron al hijo de Abu ul-‘Ola y reconocieron a Ibn Hud. La ciudad permaneció bajo el poder de Ibn Hud hasta la muerte de este en 1238, exceptuándose el periodo de revuelta dirigido por Abu Marwán al-Bají con la ayuda de Ibn al-Ahmar, entre 1232 y 1234.
Al-Rasid, hijo de Al-Mamún, fue el último de los califas almohades que llegó a ejercer una cierta influencia en Al-Ándalus, como denota la momentánea vuelta a su obediencia de Sevilla, la principal ciudad islámica peninsular, en 1238. Al-Rasid murió en 1242.
Con su sucesor, Abu l-Hasan ‘Ali al-Sa‘id, la influencia almohade en la península se redujo a la nada y los almohades fueron incapaces de socorrer a los musulmanes de Al-Ándalus mientras Fernando III avanzaba por el valle del Guadalquivir.
Posteriormente, Sevilla pasó a rendir obediencia al emir hafsí Abu Zakariyya Yahya I, que se encontraba en Túnez. Pero cuando llegaron sus hombres a la ciudad, cometieron diversos desmanes. En 1245 o 1246 Ibn al-Yadd expulsó al gobernador hafsí, Abú Fares, y quedó como principal de Sevilla, firmando una tregua con Fernando III. Los elementos contrarios a este acuerdo lo asesinaron y su líder, Axataf, pasó a ser el nuevo gobernante de Sevilla.
Finalmente, Sevilla sería conquistada por Fernando III en 1248, quedando así integrada en la Corona castellano-leonesa.